# 鲁日蒙捷
鲁日蒙捷（法語：Rougemontiers，法語發音：[ʁuʒmɔ̃tje]）是法国厄尔省的一个市镇，属于贝尔奈区。

## 地理
鲁日蒙捷（49°21'31"N, 0°43'15"E）面积11.96 平方千米，位于法国诺曼底大区厄尔省，该省份为法国北部内陆省份，北起滨海塞纳省，西接奧恩省和卡爾瓦多斯省，南至厄尔-卢瓦省，东临瓦兹省、瓦兹河谷省和伊夫林省。
与鲁日蒙捷接壤的市镇（或旧市镇、城区）包括：布克托、布雷斯托、埃蒂尔克赖、欧维尔、伊勒维尔叙蒙福尔、鲁托、鲁穆瓦地区弗朗库尔克雷西。

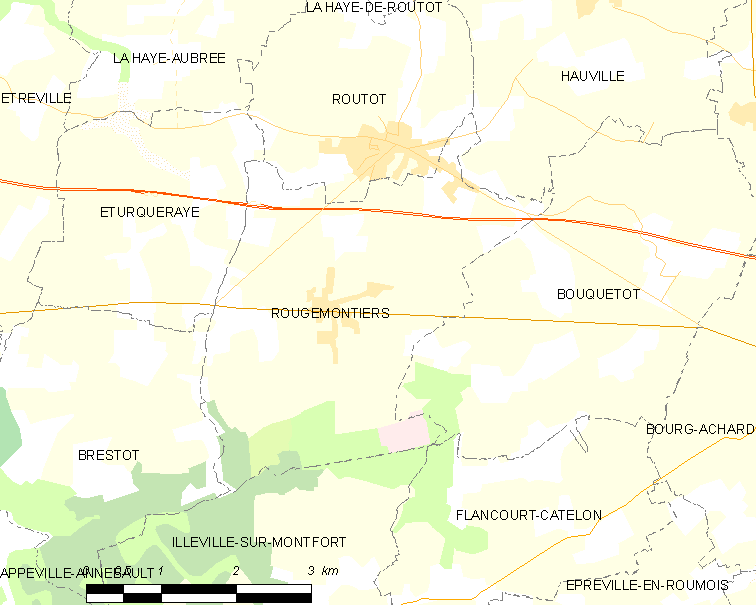
鲁日蒙捷的OSM定位图

鲁日蒙捷的时区为UTC+01:00、UTC+02:00（夏令时）。

## 行政
鲁日蒙捷的邮政编码为27350，INSEE市镇编码为27497。

## 政治
鲁日蒙捷所属的省级选区为阿沙尔堡县。

## 人口

1962-2008年间鲁日蒙捷人口变化图示

鲁日蒙捷于2022年1月1日时的人口数量为1033人。